# Джейн Лінч
Джейн Мері Лінч (англ. Jane Marie Lynch; нар. 14 липня 1960, Далтон, Іллінойс) — американська акторка, співачка, сценаристка, письменниця. Лауреатка премій Гільдії кіноакторів США, Еммі (премія) і Золотий глобус. Відкрита лесбійка.

## Життєпис
Народилась в місті Долтон (штат Іллінойс) 14 липня 1960 року в родині католиків ірландського походження. Мати Айлін, що також мала шведські корені, була домогосподаркою, а батько Френк Лінч — банкіром. Джейн закінчила місцеву середню школу, де протягом чотирьох років брала участь в шкільному хорі (Glee club).
Після навчалася в Університеті штату Іллінойс, здобувши бакалаврський ступінь зі спеціальності «театр»
У 2005 році Лінч увійшла в перелік «10 неймовірних жінок-лесбійок у шоу-бізнесі». З 2010 до 2014 року була у шлюбі з психологинею Ларе Ембрі. Лінч і Ембрі одружилися в місті Сандерленді, штат Массачусетс. У січні 2014 року пара офіційно розлучилась, після чого Ембрі отримала половину нажитого у шлюбі майна (загальною сумою більше ніж 1 млн доларів).

## Кар'єра
Лінч розпочала кар'єру в складі театральної трупи «The Second City», де була одночасно сценаристкою і виконавицею головної ролі у виставі «О, сестра, моя сестра» («Oh Sister, My Sister»).
Починаючи з 1988 року Джейн Лінч взяла участь у понад 200 фільмах. Вона з'явилась в епізодах таких серіалів, як «Друзі», «Дівчата Гілмор», «Затока Доусона», «Секретні матеріали», «Відчайдушні домогосподарки», а також фільмах «Сорокалітній незайманий», «Елвін і бурундуки» та інших.
Першу популярність Лінч принесла роль докторки Лінди Фріман у серіалі «Два з половиною чоловіки». Але шалену популярність вона завоювала після однієї з головних ролей в телесеріалі «Хор» (Glee club). Лінч зіграла суперечливу персонажку — тренерку шкільної групи підтримки Сью Сільвестр.
13 вересня 2011 року в США вийшла книга Джейн Лінч «Щасливі аварії» («Happy Accidents»). Також вона була ведучою 63-ї церемонії вручення премії «Еммі». У вересні 2013 року Лінч отримала іменну зірку на Голлівудській Алеї Слави. Акторка знімалась в низці телевізійних шоу, в тому числі з 2013 року має власне шоу «Hollywood Game Night».

## Основна фільмографія
| Рік       | Назва                                              | Оригінальна назва                   | Роль                                                       | Примітки    |
| --------- | -------------------------------------------------- | ----------------------------------- | ---------------------------------------------------------- | ----------- |
| 2019—2020 | Супер шістка (мультсеріал)                         | Big Hero 6: The Series              | Надзвукова Сью (озвучення)                                 | 5 епізодів  |
| 2007—2020 | Американський тато!                                |                                     | різні персонажки (озвучення)                               | 6 епізодів  |
| 2020      | Космічні війська (телесеріал)                      |                                     | керівниця військово-морськими операціями                   | 3 епізоди   |
| 2006—2020 | Криміналісти: мислити як злочинець (телесеріал)    |                                     | Діана Рейд                                                 | 10 епізодів |
| 2017—2019 | Дивовижна місіс Мейзел (телесеріал)                |                                     | Софі Леннон                                                | 9 епізодів  |
| 2019      | Останній рубіж (мультсеріал)                       | Final Space                         | штучний інтелект Є. В.А. (озвучення)                       | 13 епізодів |
| 2019      | UglyDolls. Ляльки з характером (мультфільм)        |                                     | сканер (озвучення)                                         |             |
| 2019      | Гучний дім (мультсеріал)                           |                                     | тренерка Гатч (озвучення)                                  | 1 епізод    |
| 2016—2019 | Шумне і брудне шоу (мультсеріал)                   | The Stinky & Dirty Show             | малоскидка (озвучення)                                     | 16 епізодів |
| 2011—2018 | Сімпсони (мультсеріал)                             |                                     | озвучення                                                  | 2 епізоди   |
| 2018      | Ральф-руйнівник 2: Інтернетрі (мультфільм)         |                                     | сержантка Келгун (озвучення)                               |             |
| 2017—2018 | Хороша боротьба (телесеріал)                       |                                     | Медлін Старкі                                              | (3 епізоди  |
| 2017      | Вілл і Грейс (телесеріал)                          |                                     | Роберта                                                    | 1 епізод    |
| 2017      | Пригоди кота у чоботях (мультсеріал)               |                                     | Селлі (озвучення)                                          | 1 епізод    |
| 2017      | Пташиний ульот (мультфільм)                        | A Stork's Journey                   | сова Ольга (озвучення)                                     |             |
| 2009—2015 | Хор (телесеріал)                                   |                                     | Сью Сільвестер                                             | 121 епізод  |
| 2004—2014 | Два з половиною чоловіки (телесеріал)              |                                     | д-р Лінда Фрімен                                           | 14 епізодів |
| 2011—2013 | Фінеас і Ферб (мультсеріал)                        |                                     | пані Джонсон (озвучення)                                   | 5 епізодів  |
| 2012      | Втеча з планети Земля (мультфільм)                 | Escape from Planet Earth            | одноока Айо (озвучення)                                    |             |
| 2012      | Ральф-руйнівник (мультсеріал)                      |                                     | сержантка Келгун (озвучення)                               |             |
| 2006—2012 | Майстер Менні (мультсеріал)                        |                                     | Джекі Грінвей, садівниця (озвучення)                       | 5 епізодів  |
| 2012      | Делійське сафарі (мультфільм)                      | Delhi Safari                        | фламінго (озвучення)                                       |             |
| 2012      | Три телепні                                        | The Three Stooges                   | мати-настоятелька                                          |             |
| 2011      | Вебтерапія (телесеріал)                            |                                     | Клер Дудек, агресивна підприємиця                          | 1 епізод    |
| 2011      | Ріо                                                |                                     | гуска Еліс (озвучення)                                     |             |
| 2011      | Прибулець Павло                                    |                                     | Пет Стівенс, барвумен                                      |             |
| 2010—2011 | Шоу Клівленда (мультсеріал)                        |                                     | озвучення                                                  | 2 епізоди   |
| 2010      | Ай-Карлі (телесеріал)                              |                                     | Пем Паккетт                                                | 1 епізод    |
| 2009—2010 | Майстри вечірок (телесеріал)                       | Party Down                          | Констанс Кармелл                                           | 9 епізодів  |
| 2010      | Космомавпи: Удар у відповідь (мультфільм)          | Space Chimps 2: Zartog Strikes Back | д-рка Пул (озвучення)                                      |             |
| 2010      | Шрек назавжди (мультфільм)                         | Shrek Forever After                 | Мерзетхен (озвучення)                                      |             |
| 2009      | Життя після випускного                             | Post Grad                           | Кармелла Мелбі                                             |             |
| 2009      | Джулі та Джулія                                    |                                     | Дороті Маквільямс                                          |             |
| 2009      | Льодовиковий період 3: Ера динозаврів (мультфільм) |                                     | диатрима-мати (озвучення)                                  |             |
| 2005—2009 | Слово на літеру Л (телесеріал)                     | The L Word                          | Джойс Вишня, адвокатка                                     | 15 епізодів |
| 2008      | (телесеріал)                                       | Easy to Assemble                    | менеджерка Свенка                                          | 15 епізодів |
| 2008      | Дорослі забави                                     |                                     | Ґейл Свіні, колишня наркоманка, голова центру реабілітації |             |
| 2006—2008 | Бостонське правосуддя (телесеріал)                 |                                     | Джоанна Мур                                                | 4 епізоди   |
| 2008      | Вебтерапія (вебсеріал)                             |                                     | Клер Дудек, агресивна підприємиця                          | 3 епізоди   |
| 2008      | Космомавпи (мультфільм)                            |                                     | д-р Пул (озвучення)                                        |             |
| 2007      | Важко крокуючи                                     | Walk Hard: The Dewey Cox Story      | Ґейл, телерепортерка                                       |             |
| 2007      | Елвін та бурундуки                                 |                                     | Ґейл                                                       |             |
| 2006      | Рікі Боббі: Король дороги                          |                                     | Люсі Боббі                                                 |             |
| 2005      | Сорокалітній незайманий                            |                                     | Пола                                                       |             |
| 2004      | Лемоні Снікет: 33 нещастя                          |                                     | рієлторка                                                  |             |
| 2003      | Могутній вітер                                     | A Mighty Wind                       | Лорі Бонер                                                 |             |
| 2001—2002 | Гріфіни                                            |                                     | озвучення                                                  | 4 епізоди   |
| 2002      | Відшкодування збитків                              |                                     | агентка Руссо                                              |             |
| 1993      | Фатальний інстинкт                                 |                                     | репортерка                                                 |             |
| 1993      | Утікач                                             |                                     | д-рка Кеті Валунд                                          |             |

### Нагороди
Джейн Лінч отримала ряд нагород:
- Супутникова нагорода — у 2009 році в номінації «Найкраща акторка другого плану у комедійному серіалі» (Хор).
- Еммі — у 2010 році в номінації «Найкраща акторка другого плану у комедійному серіалі» (Хор);
- Золотий глобус — у 2010 році в номінації «Найкраща акторка другого плану в комедійному серіалі» (Хор);
- Премія Гільдії кіноакторів США — у 2010 році в номінації «Найкращий акторський склад в комедійному серіалі» (Хор).